# France Štiglic

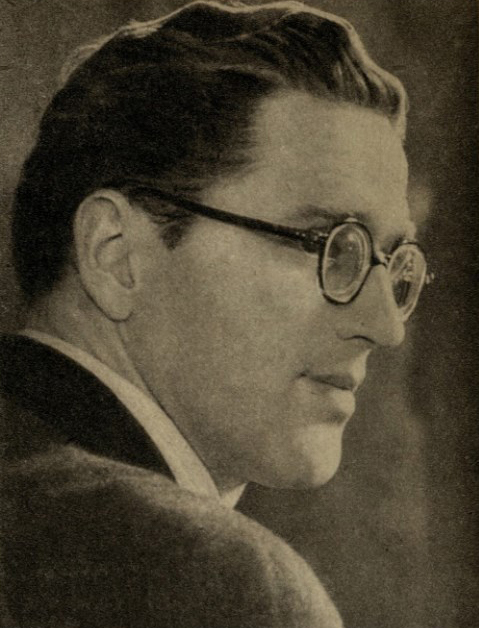
France Štiglic (1948)

France Štiglic (* 12. November 1919 in Kranj; † 4. Mai 1993 in Ljubljana, Slowenien) war ein jugoslawischer Filmregisseur.

## Leben und Wirken
Štiglic kam als zehntes von elf Kindern des Offiziers France Štiglic und dessen Frau Marija, geb. Strmec, in Kranj zur Welt. Nach dem Besuch der Schulen in seiner Geburtsstadt begann er 1939 ein Jura-Studium an der Universität Ljubljana, das er jedoch noch im gleichen Jahr wieder abbrach. Stattdessen nahm er Schauspielunterricht, besuchte in  Ljubljana ein Konservatorium und die Schauspielschule Milan Skrbinšeks, von Oktober 1939 bis April 1941 spielte er am Jugendtheater. Im weiteren Verlauf des Zweiten Weltkriegs arbeitete er als Journalist und kämpfte als Partisan unter dem Namen „Tugo“. Nach Kriegsende trat er zunächst als Theaterschauspieler auf, schrieb Drehbücher und drehte Dokumentarfilme. Seine Kurzdoku Mladina gradi erhielt als erster jugoslawischer Film eine internationale Auszeichnung, den Bronzenen Löwen von San Marco.
1948 inszenierte Štiglic seinen ersten Spielfilm Na svoji zemlji (sinngemäß Auf ihrem eigenen Grund und Boden). Der Film wurde von dem Unternehmen Triglav film mit Sitz in Ljubljana produziert. Er handelt von den Bewohnern eines slowenischen Gebirgsdorfs während der Kämpfe zwischen Partisanen und italienischen Besetzern im Zweiten Weltkrieg. Hierbei zeigt er wie viele Filme dieser Zeit starke patriotische und nationalistische Tendenzen, betont die Bedeutung eines neuen unabhängigen Staates Jugoslawien und huldigt Tito. Kritiker lobten jedoch seine reichhaltigere Filmsprache und größere Plausibilität der Settings und des psychologischen Milieus im Gegensatz zu anderen zeitgenössischen Kriegsfilmen.
Das Thema Krieg dominiert das Werk von Štiglic. Unter anderem führte er Regie bei dem Kriegsdrama Das Tal des Friedens mit John Kitzmiller in der Hauptrolle. Dieser spielt einen amerikanischen Flieger, der im Zweiten Weltkrieg über Slowenien abstürzt und eine Gruppe Kinder trifft, die in einem Tal Zuflucht vor den Gefahren des Krieges suchen. Für diese Rolle wurde Kitzmiller auf den Internationalen Filmfestspielen von Cannes 1957 mit einem Award in der Kategorie bester Schauspieler ausgezeichnet.
Štiglic' bekanntester Film, Der neunte Kreis (1960), thematisiert die Judenverfolgung in Kroatien am Beispiel eines jüdischen Mädchens, das in Zagreb während des Zweiten Weltkriegs aus Angst vor Verfolgung eine Scheinehe mit einem Studenten eingeht und sich verliebt, jedoch dann in ein Konzentrationslager deportiert wird. 1961 wurde Der neunte Kreis für einen Oscar in der Kategorie Bester fremdsprachiger Film nominiert.
Seine Filme Das Tal des Friedens und Der neunte Kreis brachten Štiglic international die Anerkennung als einer der bedeutendsten zeitgenössischen Regisseure Jugoslawiens ein. Er war langjähriger Vorsitzender des Verbands slowenischer Filmschaffender und gehörte von 1953 bis 1967 der Bildungs- und Kulturversammlung (Prosvetno-kulturni zbor) der Sozialistischen Republik Slowenien an. Štiglic lebte überwiegend in Ljubljana und lehrte dort regelmäßig an der Akademie für Theater, Radio, Film und Fernsehen. 1973 wurde er Professor und 1976 Dekan der Akademie, 1981 ging er in den Ruhestand.
Štiglic starb 1993 in Ljubljana. Er hinterließ einen Sohn, Tugo Štiglic (1946–2022), der die Rolle des Marko in Das Tal des Friedens spielte und später als Regisseur und Drehbuchautor tätig war.

## Filmografie (Auswahl)

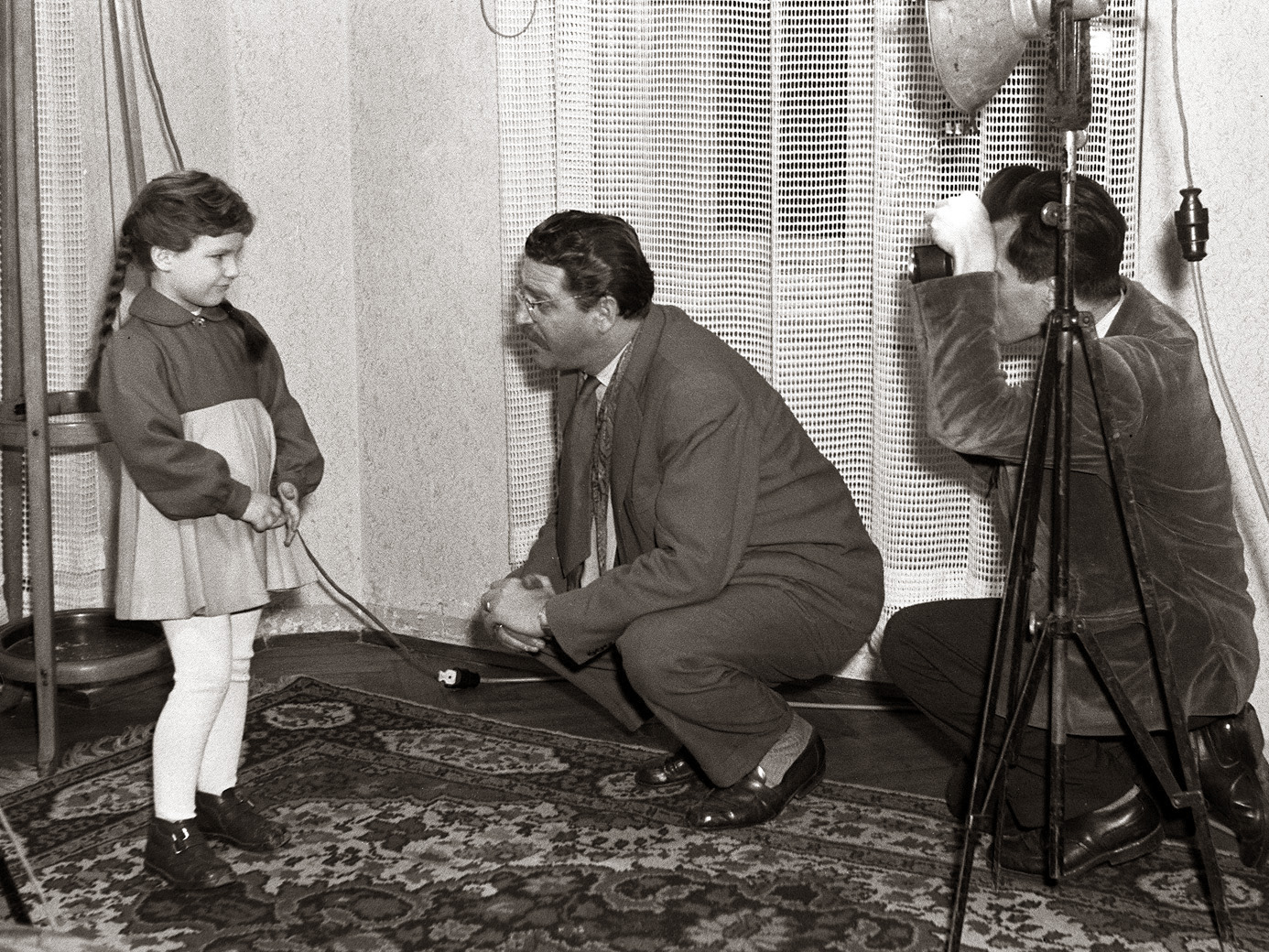
France Štiglic bei Probeaufnahmen zu Das Tal des Friedens (1956)

- 1946: Vojni zlocinci bodo kaznovani (Dokumentar-Kurzfilm)
- 1946: Mladina gradi (Dokumentar-Kurzfilm)
- 1948: Na svoji zemlji
- 1951: Trst
- 1952: Svet na kajzarju
- 1953: Slovo od Borisa Kidrica (Dokumentar-Kurzfilm)
- 1955: Volca noc
- 1956: Das Tal des Friedens (Dolina miru)
- 1959: Viza na zloto
- 1960: Der neunte Kreis (Deveti krug)
- 1961: Balada o trobenti in oblaku
- 1962: Ein herrlicher Tag (Tistega lepega dne)
- 1964: Nicht weinen, Peter (Ne joci, Peter)
- 1966: Amandus
- 1969: Bratovscina Sinjega galeba (Fernsehserie)
- 1972: SLO v Beli Krajini (Documentary)
- 1973: Kamnik
- 1973: Pastirci
- 1975: Das Haus im Moor (Povest o dobrih ljudeh)
- 1978: Frühlingsstürme (Praznovanje pomladi)
- 1983: Strici so mi povedali (Fernsehserie)
- 1984: Veselo gostivanje